# Веселин Стайков
Веселин Георгиев Стайков е български художник – живописец и график.

## Биография
Роден е в Пещера. През 1925 г. завършва специалност графика на Художествената академия, където негови преподаватели са Борис Митов, Никола Маринов, Цено Тодоров и Васил Захариев. През 1940 г. прави специализация в Италия.
През 1946 година става доцент, а през 1961 година – професор в Академията, където преподава илюстрация и оформление на книгата. Сред учениците му са художниците Зафир Йончев, Христо Нейков, Борислав Стоев, Жана Костуркова, Димитър Трендафилов, Златка Дъбова и Петър Чуклев.
Стайков работи основно графика и живопис. Негови творби са представяли българското изобразително изкуство на международни изложби в десетки страни по света. Самостоятелни изложби прави в Мюнхен (1938), Прага (1953), Берлин, Лайпциг и Потсдам (1961). На Парижкото изложение през 1937 г. печели златен медал. През 1956 г. излиза книга за Веселин Стайков, с автор Цанко Лавренов.
Негови творби са притежание на Националната художествена галерия, Софийската градска художествена галерия и много градски галерии в България.